# Riccia symoensii
Riccia symoensii là một loài rêu trong họ Ricciaceae. Loài này được Vanden Berghen mô tả khoa học đầu tiên năm 1972.
Danh pháp khoa học của loài này chưa được làm sáng tỏ. 